# Средства массовой информации Липецкой области
Средства массовой информации Липецкой области представлены газетами, радиостанциями, телеканалами и интернет-сайтами.

## Периодическая печать
В дореволюционное время в Липецке существовали несколько газет. Первой липецкой газетой считается «Липецкий летний листок», впервые выпущенный в 1869 году.
В мае 1917 года вышли в свет «Известия Липецкого совета рабочих, солдатских и крестьянских депутатов». 6 января 1954 года её переименовали в «Ленинское знамя». Под этим именем газета просуществовала до 31 августа 1991 года, когда она стала именоваться «Липецкой газетой». Сегодня это единственная в области ежедневная газета.
В 1990-е годы в Липецке появились несколько десятков газет. Часть из них прекратило своё существование. Одни из первых — «Липецкие новости», «Деловой Липецк». В 2004 или 2005 годах вышел последний номер популярной газеты «Липецкая неделя».
Популярными газетами считаются «Липецкие известия», «Липецкий репортёр» (липецкий выпуск ИД «Провинция») и другие.
В области регулярно выходит 91 наименование периодических изданий.
Областные периодические издания:
| Название            | Тип    | Периодичность  | Тираж |
| ------------------- | ------ | -------------- | ----- |
| Житьё-Бытьё         | газета | 1 раз в неделю | 25000 |
| Золотой ключик      | газета | 2 раза в месяц | 15000 |
| Липецкая газета     | газета | 5 раз в неделю | 21000 |
| Липецкие известия   | газета | 1 раз в неделю | 50000 |
| Молодежный вестник  | газета | 2 раза в месяц | 5000  |
| Околица (газета)    | газета | 2 раза в месяц | 3000  |
| Липецкий репортёр   | газета | 1 раз в неделю | 28000 |
| Факты с аргументами | газета | 1 раз в неделю | 1100  |
| Рублёвка LIP        | журнал | 1 раз в месяц  | 4000  |

## Радио
| Название СМИ          | Сетевой партнер            | Канал вещания УКВ | Канал вещания FM | Объём вещания        |
| --------------------- | -------------------------- | ----------------- | ---------------- | -------------------- |
| ГТРК "Липецк"         | Радио России / ГТРК Липецк | нет               | 89,1 МГц         | 3.8 часа             |
| Липецк FM             | собственное вещание        | нет               | 90,7 МГц         | 24 часа в сутки      |
| Радио Рокс Липецк     | Радио Дача                 | нет               | 91,1 МГц         | 24 часа в сутки      |
| ?????????????         | Детское радио              | нет               | 100,0 МГц        | ??????????           |
| Я слушаю              | Русское Радио              | нет               | 100.5 МГц        | 34/134 часа в неделю |
| Радио Рокс Липецк     | Дорожное радио             | нет               | 100,9 МГц        | 24 часа в сутки      |
| ТВК Радио             | Европа Плюс                | нет               | 101.3 МГц        | 16,8 часа            |
| Липецкий Радиоканал   | Авторадио                  | нет               | 102,1 МГц        | 126 часов            |
| Радио Арманс          | Ретро FM                   | нет               | 103,1 МГц        | 112 часов            |
| Comedy Radio          | собственное вещание        | нет               | 103,7 МГц        | 24 часа в сутки      |
| Первое Сетевое        | собственное вещание        | нет               | 104,2 МГц        | 24 часа в сутки      |
| Радио Профи           | Love Radio                 | нет               | 104.6 МГц        | 34/134 часа в неделю |
| Концерн «Радио-Центр» | Радио Калина Красная       | нет               | 105,1 МГц        | 24 часа в сутки      |
| Елец слушает          | Русское Радио              | нет               | 105,4 МГц        | 34/134 часа в неделю |
| Радио Академия        | Радио Шансон               | нет               | 105,6 МГц        | 34/134 часа в неделю |
| МРК Л-Радио           | Радио 7 на семи холмах     | нет               | 106,2 МГц        | 34/134 часа в неделю |
| ВГТРК                 | Радио Маяк                 | нет               | 106,6 МГц        | 19 часов в сутки     |
| 106 и 7 в Ельце       | Ретро FM                   | нет               | 106,7 МГц        | 34/134 часа в неделю |

Список радиостанций г. Липецка
- РТС-1 Радио России / ГТРК Липецк
- РТС-2 Радио Маяк
- РТС-3 Радио Звезда
- 66,53 УКВ  (Молчит) Радио России / ГТРК Липецк
- 68,09 УКВ  (Молчит) Радио Маяк
- 70,07 УКВ Радио Орфей
- 89,1 МГц Радио России / ГТРК Липецк
- 90,3 МГц Вести FM
- 90,7 МГц Липецк FM
- 91,1 МГц Радио Дача
- 96,7 МГц (ПЛАН) Радио Гордость
- 98,3 МГц Радио Русский Хит
- 98,8 МГц Маруся FM
- 99,4 МГц Юмор FM
- 100,0 МГц Детское радио
- 100,5 МГц Русское Радио
- 100,9 МГц Дорожное Радио
- 101,3 МГц Европа Плюс
- 102,1 МГц Авторадио
- 103,1 МГц Ретро FM
- 103,7 МГц Comedy Radio
- 104,2 МГц Первое Сетевое
- 104,6 МГц Love Radio
- 105,1 МГц Радио Калина Красная
- 105,6 МГц Радио Шансон
- 106,2 МГц Радио 7 на семи холмах
- 106,6 МГц Радио Маяк
- 107,2 МГц Новое радио

## Телевидение
- ГТРК «Липецк» (на частоте телеканалов «Россия 1» и «Россия 24»)
- «ТВК» (на частоте «РЕН ТВ»)
- «Деловой Липецк» (на частоте «СТС»)
- «Канал 5» (на частоте «ТВ3»)
- «Олимп» (на частоте «ТНТ»)
- «Липецкое время»
- «ВОТ-ТВ»